# オリガ (町)
オリガ（ロシア語: Ольга）はロシア連邦東部の沿海地方にあり、オリガ地区の中心に位置する町。

## 基礎情報
ナホトカから北東に240km離れており、町名と同じオリガ川の下流とオリガ湾のほとりに位置し、日本海の港町である。周辺地域とオリガ地区を形成している。
人口は2013年現在3,933人。病院や薬局、博物館などがあり、正教会の教会の敷地内はレーニンの記念碑がある。温泉が湧いており、ミネラルを主成分としている。町の周辺には谷があるが、町自体は標高4mとなっている。時間帯はUTC+11。町には高速道路が通っており、バスが交通の中心となっている。鉄道は通っておらず、計画が出ている。年平均気温は-6.3°Cと比較的寒い。

## 歴史
渤海があった時は領地内にあり、この時代に建てられた。当時は安州(Ànzhòu)という名であった。
1860年にロシア帝国がアイグン条約を当時の統治国清と結び、この周辺地域はロシア領となり、今日までいたる。